# Robusticoelotes
Robusticoelotes es un género de arañas araneomorfas pertenecientes a la familia Agelenidae. Se encuentra en China.

## Especies
Según The World Spider Catalog 12.0:
- Robusticoelotes pichoni (Schenkel, 1963)
- Robusticoelotes sanmenensis (Tang, Yin & Zhang, 2002)